# Ms. Pac-Man
Ms. Pac-Man est un jeu vidéo créé par des hackers du MIT après avoir fondé la société General Computer, licencié par la société américaine Midway Manufacturing Company, sorti en 1981 sur borne d'arcade.

## Histoire
Ms. Pac-Man est le second épisode de la série Pac-Man de Namco. Le jeu est un hack du code de Pacman, changeant quelques sprites et ajoutant de nouveaux labyrinthes, nommé à l'origine Crazy Otto, avec un ajout de jambes au Pacman original, un kit de conversion non autorisé du jeu original développé par la société General Computer,. Midway a récupéré les droits du jeu et l'a modifié pour le commercialiser comme la suite de Pac-Man. La popularité du jeu a convaincu Namco d'adopter le jeu comme un épisode officiel. Midway a ensuite demandé à Namco d'autoriser sa commercialisation comme suite officielle.

## Système de jeu
Le concept de Ms. Pac-Man demeure identique à Pac-Man puisqu'il en garde la majorité du code. Le joueur contrôle un personnage dans un labyrinthe et le but est d'avaler toutes les pac-gommes en évitant les fantômes. Le jeu se différencie de l'original en introduisant un nouveau personnage féminin, de nouveaux tableaux et des comportements de fantômes désormais en partie aléatoires. Il devient impossible de terminer les tableaux en utilisant le même parcours comme dans le premier épisode : le joueur doit « comprendre » le comportement des fantômes pour déjouer leur approche. Le jeu propose également de nouvelles cinématiques qui mettent en scène la relation naissante entre Ms. Pac-Man et Pac-Man.

## Record
Le record sur borne arcade est détenu par l'américain Abdner Ashman depuis le 6 avril 2006, avec un score de 933.580.